# Al-Bab
Al-Bab (الباب, ce qui signifie en arabe : « la Porte ») est une ville de Syrie située à environ 30 kilomètres au nord-est d'Alep. Elle compte 63 069 habitants en 2004. Elle dépend administrativement du gouvernorat d'Alep et est le chef-lieu du district d'Al-Bab. Ses habitants avant 2013 comptaient un mélange de Kurdes, de Turkmènes et d'Arabes de confession sunnite avec une forte minorité chrétienne (qui s'est depuis lors enfuie de la région).

## Histoire
Pendant la guerre civile syrienne, la ville, comme une grande partie du pays, est le théâtre d'affrontements meurtriers entre l'Armée syrienne libre, les forces armées gouvernementales syriennes et l'État islamique. Ce dernier s'est entièrement emparé de la ville le 13 janvier 2014, imposant la charia et se livrant à des exactions qui ont fait fuir nombre d'habitants, dont la minorité chrétienne.
Le 10 décembre 2016, la ville a connu d'une vaste offensive destiné à chasser le mouvement djihadiste.
Le 23 février 2017, les rebelles appuyés par l'armée turque affirment avoir repris entièrement la ville à l'État Islamique.
Depuis, la ville est sous le contrôle de la Turquie, tandis qu'à 2 km au sud, la ville de Tadef (en), de l'autre côté de l'autoroute M4, est sous le contrôle des rebelles.